# Ecología de Honduras
El clima de Honduras tiene dos estaciones definidas:, temporada seca y temporada lluviosa.
El clima de Honduras ha sido estable por varios milenios y estuvo protegido por sus habitantes originales hasta que fueron desplazados luego de la colonización, muchas tierras fueron deforestadas para construcción de ciudades, plantaciones agrícolas y ganadería.

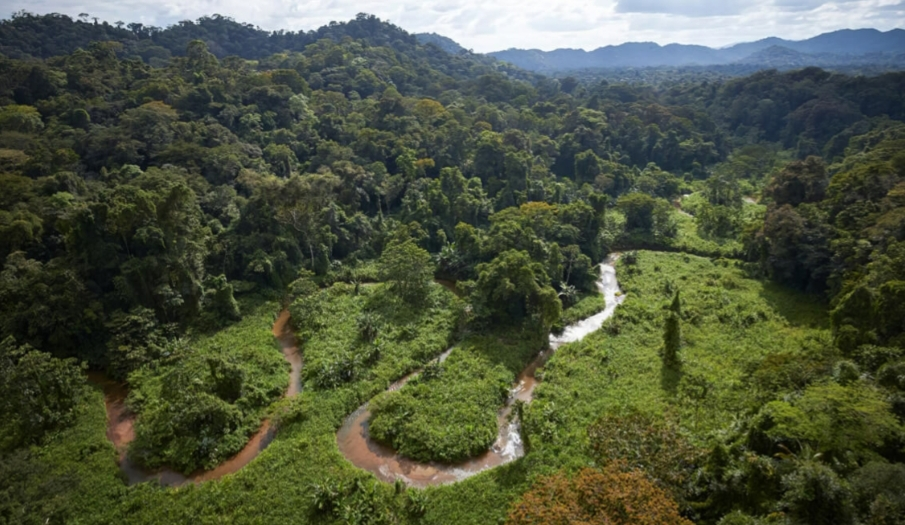
Reserva de la biosfera de Río Plátano la selva más grande de Honduras,

## Clima de Honduras
El clima de Honduras según la Clasificación climática de Köppen es tropical, es decir, tiene una temperatura promedio es de 28 °C. grados centígrados, por lo que nunca se producen heladas ni hay nevadas en la región, lo que favorece a la actividad económica, a la economía nacional al no necesitar calefactores en hogares para fríos extremos ni en periodos de invierno.
Honduras cuenta con dos estaciones o periodos principales, estación lluviosa y estación seca. Debido a la posición geográfica de Honduras no se perciben las cuatro estaciones como en los países del hemisferio norte y el hemisferio sur.

## Territorio
El territorio de Honduras es de 112,090 km², 70 % de este en tierra firme. 99.82 % del territorio se encuentra en tierra firme (111.890 km²) y 0.18 % del territorio se encuentra en el mar (200 km²). Cuenta con una altitud promedio de 1000 m s. n. m.

## Diversidad biológica en Honduras
Honduras cuenta con alrededor de trece mil diferentes especies de plantas, con más de 250 reptiles y anfibios y unas 785 especies de aves, cantidad que continuará aumentando a partir de nuevas especies migratorias que visiten la República.

## Ecosistemas en Honduras
Honduras cuenta con seis diferentes tipos de ecosistemas o bosques:
- Bosques húmedos
- Bosque nuboso
- Bosque seco
- Bosque manglar
- Bosque pinar.[1]
- Bosque lluvioso

### Bosques húmedos
La selva tropical o bosque lluvioso tropical es la selva o bosque denso de clima tropical húmedo que se caracteriza por unas elevadas precipitaciones (2000 a 5000 mm anuales) y una elevada temperatura media. Son pluvisilvas que se sitúan en las proximidades del ecuador terrestre, en América, África, Asia y Oceanía. (para la Selva tropical seca, ver Bosque seco)
De todos los tipos de bosque tropical, la selva tropical es el ecosistema de mayor extensión y de mayor importancia. Su vegetación está formada por especies de hoja perenne y ancha.
Los bosques húmedos tropicales de Honduras se encuentran en Islas de la Bahía, Gracias a Dios, Colón, el norte de Atlántida y Cortés.

### Bosque nuboso
Un bosque nuboso, selva nubosa o nebliselva, es generalmente un bosque húmedo montano tropical o subtropical, que se caracteriza por una alta concentración de niebla superficial, usualmente a nivel de la canopea. Los bosques nubosos se agrupan dentro de la denominada Pluvisilva.
Los siguientes parques nacionales cuentan con nubliselva:
Parque nacional Cerro Azul Meambar,
Parque nacional Montecristo Trifinio,
Refugio de Vida Silvestre Montaña Verde,
Parque Nacional Santa Bárbara,
Parque Nacional Cusuco,
Parque Nacional Pico Pijol,
Refugio de Vida Silvestre Texiguat,
Parque Nacional Pico Bonito
Parque nacional La Tigra
Entre otros.

### Manglares
Los manglares son un tipo de biomasa, formada por árboles muy tolerantes a la sal que ocupan la zona intermareal cercana a las desembocaduras de cursos de agua dulce de las costas de latitudes tropicales y subtropicales de la Tierra, incluyen estuarios y zonas costeras. Tienen una gran diversidad biológica con alta productividad, encontrándose muchas especies de aves como de peces, crustáceos, moluscos y otras.
Su nombre deriva de los árboles que los forman, los mangles, el vocablo mangle de donde se deriva mangrove (en alemán, francés e inglés) es originalmente guaraní[cita requerida] y significa árbol retorcido.
Los manglares de Honduras se encuentran en el Golfo de Fonseca, en los departamentos de Choluteca y Valle.

### Bosque seco o pinar
El bosque seco, xerófilo, caduco, también llamado selva seca, tropófila, caducifolia o también hiemisilva, es el ecosistema de semidensa o densa vegetación arbolada, que alterna climas estacionales lluviosos breves con climas secos más prolongados.
Es uno de los catorce biomas con los que el WWF clasifica las ecorregiones terrestres dándole la denominación de Bosque seco tropical y subtropical de hoja ancha.
Los bosques secos de Honduras se encuentran en el sur del país (Valle, Choluteca) y también en otras zonas interiores como Valle de Comayagua, Valle de Otoro, Valle de aguan y el sur del Departamento de Gracias.

### Bosque subtropical de coníferas
Los bosques subtropicales de coníferas o también bosques de pino o bosque pinar, constituyen un bioma forestal terrestre que se presenta en zonas altas y bajas de clima subtropical semi-húmedo con una estación seca larga y escasas precipitaciones donde la vegetación predominante son los bosques de pino y mixtos (coníferas y frondosas).
Los ecosistemas que componen este bioma son bosques densos acompañados de un sotobosque de hongos, helechos, arbustos y árboles pequeños. Destacan las aves y mariposas migratorias. Donde el bosque es más seco hay matorral espino y plantas suculentas.
Los bosques pinares de Honduras cubren un 22,3% de la superficie total del país. El 52 % se encuentran en la zona central, el 19% en la zona este del país y el 14% se encuentra en la zona oeste del país.

## Parques Nacionales de Honduras
Honduras cuenta con más de 20 parques nacionales:
- Parque Nacional Capiro Calentura (62 km²), Colón
- Parque Nacional Celaque (266.4 km²), Lempira
- Parque nacional Cerro Azul (154.6 km²), Copán
- Parque nacional Cerro Azul Meambar (304 km²), Comayagua/Cortés
- Parque Nacional Cusuco (234.4 km²), Cortés, Santa Bárbara
- Parque Nacional Jeanette Kawas (781.6 km²), Atlántida
- Parque Nacional La Muralla (210.3 km²), Olancho
- Parque Nacional La Tigra (238.2 km²) Francisco Morazán (decreto Ley n.º 976 del 14 de julio de 1980)
- Parque Nacional Montaña de Comayagua (184.8 km²), Comayagua
- Parque Nacional Montaña Santa Bárbara (121.3 km²), Santa Bárbara
- Parque Nacional Montaña de Yoro (154.8 km²), Yoro
- Parque Nacional Montecristo Trifinio (54 km²)
- Parque Nacional Patuca (3755.84 km²), Olancho
- Parque Nacional Pico Bonito (564.3 km²), Atlántida
- Parque Nacional Pico Pijol (122.1 km²), Yoro
- Parque Nacional Punta Izopo (112 km²), Atlántida
- Parque nacional de la Sierra de Agalta (207.8 km²), Olancho

## Sitios Ramsar de Honduras
Honduras cuenta con seis sitios Ramsar: 
- Barras de Cuero y Salado
- Parque Nacional Jeanette Kawas
- Refugio de Vida Silvestre Punta Izopo
- Sistema de Humedales de la Zona Sur de Honduras
- Laguna de Bacalar
- Subcuenca del Lago de Yojoa

## Problemas
Los principales problemas que afectan los sistemas ecológicos en Honduras son la deforestación por parte de las empresas madereras, los incendios forestales para usar madera o usar terrenos forestales, la contaminación por parte de las empresas mineras.

### Contaminación
Los ecosistemas de Honduras se han visto afectados por la deforestación por parte de las empresas madereras, los incendios forestales y por la contaminación de los ríos por las empresas mineras.

#### Contaminación del agua
Honduras se enfrenta a la contaminación de sus ríos por parte de las empresas mineras, por parte de las empresas industriales, además de los residuos o basura en general.

#### Contaminación del aire
Desde hace una década el aire de Honduras ha dejado de ser claro debido a los incendios forestales, estos incendios llevan humo a las ciudades.
Estas densas capas de humo además de dañar la salud de las personas debido a la respiración de estos químicos han llevado al cierre de los aeropuertos por varios días debido a la escasa visibilidad ocasionada por los incendios forestales.

#### Contaminación del suelo
Además de la contaminación del aire y agua también se han contaminado los suelos por parte de algunas plantaciones agrícolas que han utilizado agroquimicos y pesticidas tóxicos como el DDT, que contaminan los suelos, los animales y devalúan a su vez el valor de los terrenos luego de hacerlos inutilizables.
Por otro lado, muchas empresas mineras han utilizado metales pesados y compuestos orgánicos volátiles, que absorbidos por las plantas, consumidos por los animales y finalmente consumidos por el hombre.
Esta contaminación produce una degradación paisajística y a su vez una degradación de los suelos.

### Amenazas de la flora y fauna
Los incendios forestales están acabando con numerosas especies de animales y vegetales, han ocasionado la pérdida de miles de kilómetros cuadrados de bosque anualmente, esto a su vez seca las fuentes de agua y los ríos.

## Asesinato de ecologistas
Los ecologistas de Honduras suelen hacer protestas contra mineras y plantas de proceso contaminantes de bosques, así como la invasión de reservas forestales y zonas protegidas. Muchos de estos ecologistas han sido asesinados.
Blanca Jeanette Kawas fue asesinada en 1996 dos días después de realizar un acto de protesta contra el gobierno de Honduras otorgara de títulos de propiedad a campesinos y empresarios en las reservas de Punta Sal, hoy llamado parque nacional Jeanette Kawas.
Carlos Escaleras Mejía fue un político hondureño y activista del medio ambiente quien realizó acciones contra Miguel Facussé Barjum quien pretendía instalar una planta de extracción de aceite de palma cerca del río Guapinol, lo que sería una enorme carga para por lo menos cinco comunidades más algunos vecindarios de Tocoa. En 1997 el coronel Aldana impidió el acceso al agua a los habitantes de Chapagua, Agua Amarilla, Aguán y otras poblaciones y amenazó a Carlos Escaleras, quien fue asesinado el 18 de octubre de 1997 en su negocio de lavado de automóviles.
Carlos Antonio Luna López fue un ingeniero agrónomo y activista del medio ambiente en Honduras dedicado a la defensa de los recursos naturales y el bosque de Catacamas, fue asesinado con arma de fuego el 18 de mayo de 1998 al salir de una reunión de la Corporación Municipal de Tocoa. 
El 13 de enero de 2003, la Comisión Interamericana de Derechos Humanos recibió una petición presentada por el Centro por la Justicia y el Derecho Internacional y el Equipo de Reflexión, Investigación y Comunicación en la que se alega la responsabilidad de la República de Honduras por la violación de los artículos 4, 5, 5, 8, y 2 de la Convención Americana sobre Derechos Humanos en el que se denuncia como responsable por violar el derecho a la vida del señor Carlos Antonio Luna López. El 19 de mayo de 2014 el Estado de Honduras realizó el acto de reconocimiento simbólico en el pide “disculpas” por la violación del derecho a la vida del ciudadano Carlos Antonio Luna López, además la corte ordena la continuación de la investigación y establecimiento correspondientes de responsabilidades de conformidad con el marco legal vigente. También se le ordenó al Estado de Honduras brindar gratuitamente y de forma inmediata el tratamiento psicológico y la provisión gratuita de medicamentos que requirieran los familiares de Carlos Luna.